# Chapelle Saint-Pabu
La chapelle Saint-Pabu ou  chapelle Saint-Tugdual, est située à Saint-Guen en France.

## Localisation
La chapelle est située sur la commune de Saint-Guen, dans le département  des Côtes-d'Armor, dans la région Bretagne.

## Description
La chapelle est un édifice en forme de croix latine, construit au XVIe siècle et restauré au XIXe siècle. En 1874, la façade ouest est reconstruite sur les plans de l'abbé Daniel, en en conservant la porte d'origine. Elle conserve des restes de verrière du XVIe siècle.

## Historique
La chapelle est classée au titre des monuments historiques par arrêté du 25 avril 1967.

## Galerie

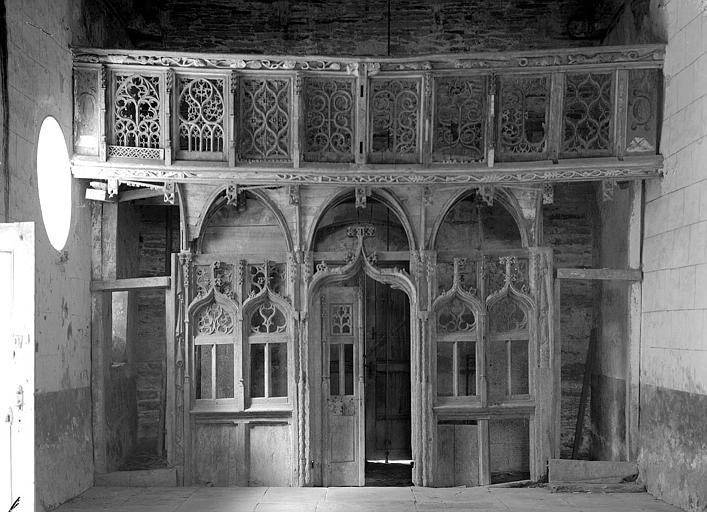
Jubé de la chapelle Saint-Pabu.
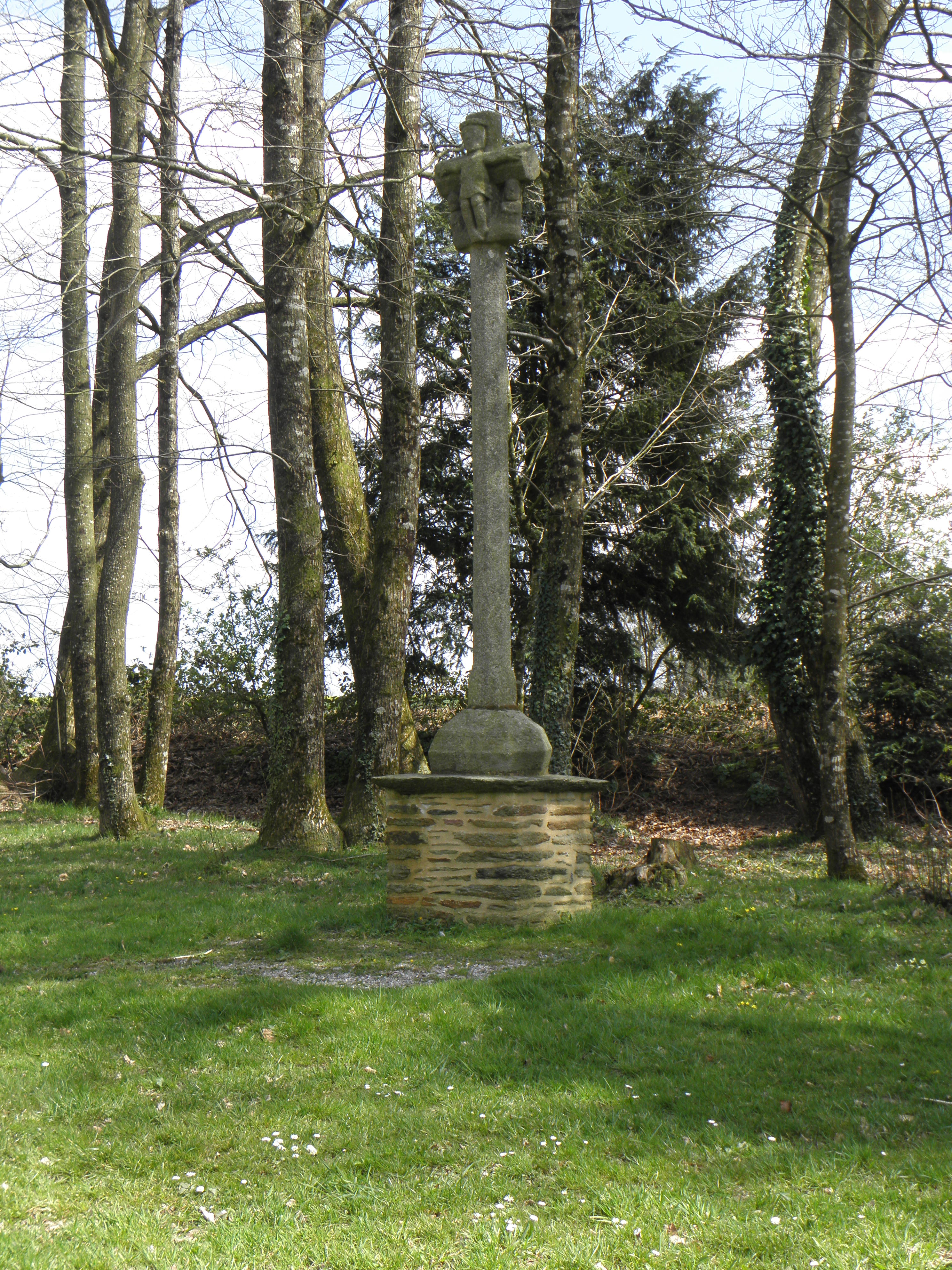
Calvaire de la chapelle Saint-Pabu.